# Minera Escondida

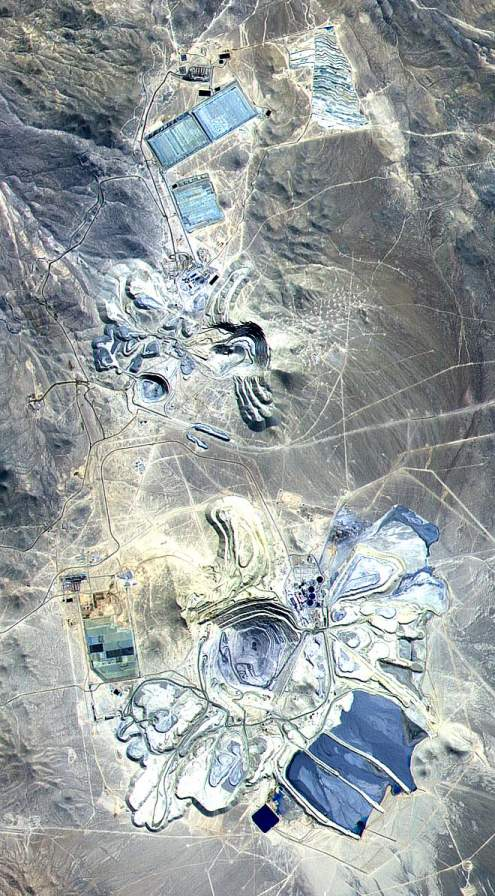
Eingefärbtes Satellitenbild der Mina Escondida, Aufnahme der NASA aus 2000

Minera Escondida ist ein chilenisches Bergbau-Unternehmen mit Firmensitz in Las Condes.
Das Unternehmen betreibt in der Region Antofagasta in der Atacama-Wüste den Tagebau Escondida, in dem hauptsächlich Kupfer gefördert wird. Es ist das größte Kupferbergwerk der Welt.

## KupferbergwerkEscondida
Escondida liegt in der chilenischen Atacama-Wüste etwa 170 km südöstlich von Antofagasta auf 3100 m Höhe und ist seit Jahrzehnten der Fördermenge nach das mit Abstand größte Kupferbergwerk der Welt. Mit einer Förderung von 1,21 Mio. Tonnen (2018) entfällt auf Escondida allein etwa 5 Prozent der globalen Kupferproduktion.
Die Aufbereitung erfolgt vor Ort je nach Beschaffenheit des Erzes mittels Auswaschung oxidischer Kupfererze bzw. mikrobieller Laugung niedergradiger sulfidischer Kupfererze.

## Geschichte
Im Oktober 1978 schlug der US-Amerikaner J. David Lowell die Erkundung der porphyrischen Kupferlagerstätten zwischen Chuquicamata im Norden und El Salvador im Süden der Atacama-Wüste vor. Die beiden Unternehmen Utah de Chile Inc. und Getty Mining (Chile) Inc. gründeten dazu 1979 ein Joint Venture. Am 14. März 1981 stießen die Arbeiter bei der letzten geplanten Bohrung Pozo 6 in 240 Meter Teufe auf eine kupferhaltige Schicht von 52 Meter Mächtigkeit, die einen Kupfergehalt von 1,51 Prozent aufwies. Es wurden weitere Bohrungen und ein Schacht abgeteuft, um die Lagerstätte einzugrenzen und weitere Proben zu entnehmen.
Der Beginn des Projektes war im August 1988. Um an das Kupfererz zu gelangen, wurden 180 Millionen Tonnen Abraum bewegt. Am 3. November 1990 wurde das erste Erz aufbereitet und Ende des Jahres ausgeliefert. Die offizielle Einweihung des Tagebaus Escondida fand am 14. März 1991 statt.
Das Bergwerk war zunächst für eine Tagesförderung von 35.000 Tonnen Erz ausgelegt und erreichte durch eine Erweiterung im September 2002 eine Förderleistung von 230.000 Tonnen pro Tag. Im Jahr 2005 wurde das Abbaufeld Escondida Norte eröffnet und 2006 fand eine umfangreiche Erweiterung der Anlagen für den Auswaschprozess statt. Zwischen 2014 und 2015 wurde der Auswaschprozess durch den Bau einer neuen Laugungsanlage und die Erweiterung der Förderbandsysteme des Komplexes verbessert. 2016 investierte das Unternehmen 4,2 Mrd. US-Dollar in den Bau einer neuen Aufbereitungsanlage, die 152.000 Tonnen Erz täglich verarbeiten kann.

## Eigentumsstruktur
Minera Escondida gehört zu 57,5 Prozent dem australisch-britischen Unternehmen BHP Billiton, zu 30 Prozent dem britischen Unternehmen Rio Tinto und zu 12,5 Prozent dem japanischen Unternehmen JECO Corporation, das zuletzt einen Anteil von 2,5 Prozent von der amerikanischen Entwicklungsbank International Finance Corporation (IFC) übernommen hat. JECO ist ein Gemeinschaftsunternehmen von Mitsubishi Corporation, Nippon Mining & Metals Corporation und Mitsubishi Materials Corporation.
Koordinaten: 24° 16′ 10″ S, 69° 4′ 14″ W